# ナガオカ (ラジオ番組)
『ナガオカ』は、CBCラジオで放送されていたラジオ音楽番組。タイトル通り、CBCアナウンサーの永岡歩がパーソナリティを務めていた。
レコード針製造会社のナガオカとは無関係である。

## 歴史
2009年4月4日に23:30 - 24:00の30分枠で毎週土曜日の『ハイパーナイト』枠第2部の番組としてスタートしたが、6月末に直後の番組『夜久まさみの二次元ラジオLEVEL1』が終了したのに伴い、翌7月から30分延長の1時間枠に拡大。しかし2010年1月の小規模改編で土曜枠の2部制が復活したのに伴い、24:00-24:30に枠移動、再び30分枠に戻った。なお、2010年春改編で『ハイパーナイト』枠は終了したが、同番組は『サタデーティーンズナイト』内の21:00 - 21:30に枠移動し後に放送時間が拡大された。2012年4月1日で『サタデーテイーンズナイト』枠は終了したが、同番組は『0時のつぶやき』内の土曜24:00 - 25:00に枠移動となる。2014年3月29日の放送をもって番組を終了した。

## 概要
毎回、様々なアーティストを数組迎えて、トークや新曲紹介などをしていた。番組スタイルはかつて放送していた『タングショー』金曜から続いている。不定期に「鈴木おさむ 考えるラジオ」（2010年度は「Listen SOUL!」）を休止・短縮して拡大版を放送していた。
2010年度 - 2011年度の放送時間は土曜日のナイタークッション番組枠だった為、CBCドラゴンズサタデーが延長した場合短縮または休止された。また、2011年7月末 - 8月にかけてナイター中継の延長で短縮・休止が続いた為、この期間に放送予定だったゲストトークは、9月9日（金）22:00 - 23:55の枠で特別番組扱いとして放送された。

## 主なコーナー
- ボケリクエスト

ゲストアーティスト名や曲をボケてリクエスト。